# Ninian Winzet
Ninian Winzet (auch Ninian Vincet; * 1518 in Renfrew (Schottland); † 21. September 1592) war der Beichtvater von Maria Stuart und Abt des Schottenklosters St. Jakob in Regensburg.

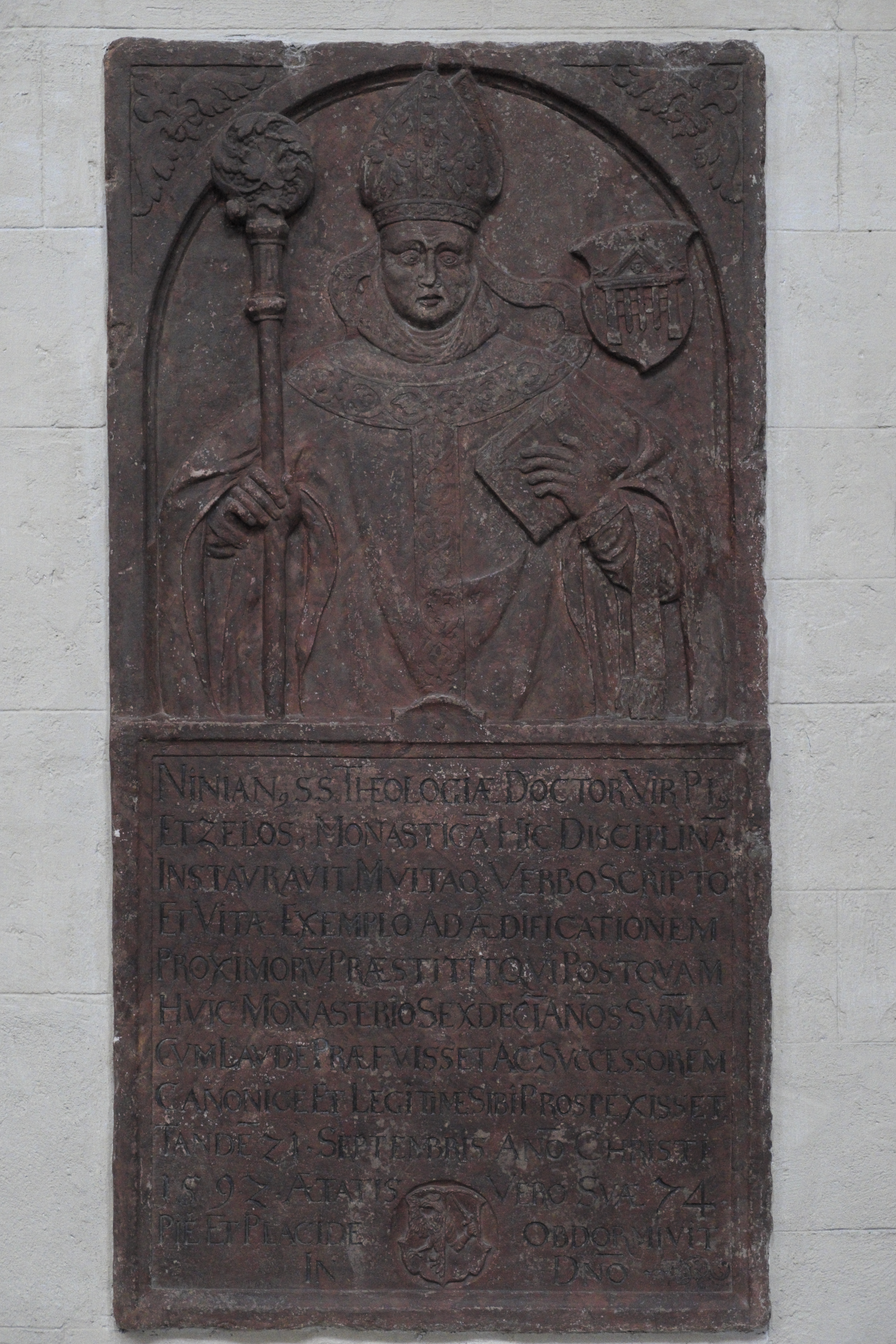
Grabstein für Ninian Winzet in der Schottenkirche Regensburg

## Leben
Ninian Winzet soll Beichtvater der Königin Maria Stuart gewesen sein. Er flüchtete 1562 aus Schottland und kam nach mehreren Stationen auf dem Festland nach Rom, wo er 1577 durch Papst Gregor XIII. zum Abt des Schottenklosters Regensburg eingesetzt wurde. Bis zu seinem Tod im Jahr 1592 leitete er das Kloster mit vorbildlicher Disziplin. Sein Epitaph befindet sich in St. Jakob, der Kirche des Schottenklosters, seiner letzten Wirkungsstätte.